# 小形誠
小形 誠（おがた まこと、9月14日 - ）は、神奈川県秦野市出身のソングライター。青山学院大学卒業。

## 来歴
神奈川県立伊志田高等学校卒業。青山学院大学経営学部卒業。高校生時代から曲を作り始め、大学時代には宅録に没頭する。大学卒業後はCM制作会社で3年間勤務していたが、徹夜続きの毎日に「どうせ大変な思いをするなら、やりたいことを」と脱サラ。退社後はバーでの演奏や吉幾三のバックバンドなど精力的に活動。2010年1月にロンドンブーツ1号2号の田村淳がボーカルを務めるJealkbのシングル「makemagic」のC/W曲「キワダタサレタ美貌」の作曲でデビュー。

## 主な参加楽曲
- AKB48
  - 「Hate」（作曲）
- 乃木坂46
  - 「女は一人じゃ眠れない」（作曲）映画『ワンダーウーマン』日本版イメージソング
- Jealkb
  - 6thシングル「makemagic」※c/w（M2）「キワダタサレタ美貌」
- 1st新選組リアン
  - アルバム「上京物語」※（M6）「シンプル」
- ZEBRA QUEEN
  - 「NAMIDA〜ココロアバイテ〜」※タイトル曲。映画『ゼブラーマン -ゼブラシティの逆襲-』の主題歌。仲里依紗がゼブラクイーン名義で歌っている。
- TOKIO
  - 41stシングル「advance」※タイトル曲。ヤマト運輸のTVCMソング。
- PUFFY
  - 12thアルバム「Thank You!」※（M11）「NO!」
- YUKI
  - 35thシングル「鳴り響く限り」※ジョージ朝倉が原作のアニメ『ダンス・ダンス・ダンスール』のオープニングテーマ。
  - 26thシングル「STARMANN」※タイトル曲。関西テレビ・フジテレビ系ドラマ『スターマン・この星の恋』主題歌。
  - 5thアルバム「うれしくって抱きあうよ」※（M6）「チャイニーズガール」
  - 6thアルバム「megaphonic」※（M13）「集まろう for tomorrow」。ロッテ「ガーナミルクチョコレート」TVCMソング。
  - 9thアルバム「forme」※（M3）「やたらとシンクロニシティ」フジテレビ系ドラマ『スキャンダル専門弁護士 QUEEN』主題歌
- FLOWER
  - 2ndアルバム「花時計」※（M3）「青いトライアングル」
- ミライスカート
  - 3rdシングル「千年少女〜Tin Ton de Schon〜」※（M3）「キラ☆ヒラ♡レボ★エボ」
- F∞F【F∞F 愛童 星夜(CV.KENN) 湊 奏多(CV井口祐一) 御剣 晃(CV.豊永利行)】
  - 1stアルバム「soleil」※（M1）「I am a HERO!」 恋愛リズムアドベンチャー、アプリゲーム「アイチュウ」のメインテーマソング（2016年7月13日、80万ダウンロード突破）